# プレミア・サービス
株式会社プレミア・サービス（英称：Premire Service, Inc.）は、かつて存在した日本の人材派遣会社。ラディアホールディングス・プレミア株式会社の傘下企業。前社名は、株式会社クリスタルサービス。

## 概要
人材派遣の最大手ラディアホールディングス（旧：グッドウィル・グループ、現：テクノプロ・ホールディングス）系列の企業で、主に軽作業（CAS）の人材派遣を行っていた。元はクリスタル系列。
全国に約130の営業所を持ち、主に1日だけの単発型派遣を行い、グループ内で株式会社グッドウィルとならび数少ない「日払い」を行っている企業でもあった。
株式会社グッドウィルとはグループであるにもかかわらず、事業内容も売上規模においても競合する部分が多かった。また、株式会社グッドウィルは労働者派遣法違反で摘発、行政処分を受け送検に至ったが、同社には違法行為等を行った事実は一切無く、当然ながら摘発・行政処分等も一度も受けていない。
株式会社グッドウィルの廃業を受けて、グループの母体である旧グッドウィル・プレミア（現ラディアホールディングス・プレミア）の経営判断による日雇及び短期派遣事業撤退の決定により、廃業に至った。

## 特色
通常の派遣は、例えば3ヶ月・6ヶ月・1ヵ年という期間を定め、その期間中に特定の労働者を派遣することを指すが、単発型派遣は1日や1週間という派遣依頼がほとんどであり、さらにほとんどの派遣依頼は派遣日（作業日）前日で、同社の派遣依頼人数は最大で200名を超えるものもあると言われている。また、取引先は中小企業だけに留まらず大手上場企業も多く、短期派遣ではあるものの日常的に同社から人材派遣を受ける企業がほとんどであった。
旧クリスタル系列ではあるが、グッドウィルグループによる買収により企業内部に変革がもたらされ、資本金を3千万円から一億円に増資し、経営陣が一新、それに伴い従来の売上主義から健全経営へと企業方針が転換された。
事業所（営業所）は、それぞれによって経営方針や方向性が異なり、それに準じて派遣先（取引先）の業種（派遣業務の内容に影響する）も異なるという傾向が非常に強かった。つまりは、営業所所在地ごとの特色に応じた派遣事業の展開が行われていたために、同社は非常に高いシェアを獲得することが可能となっていた。これは事業所長（営業所長）にある一定の経営権が会社側から委ねられていたためであった。
株式会社グッドウィル（2008年（平成20年）7月廃業）がグループ企業ではあるものの、グッドウィルグループとは経営母体が別（株式会社プレミア・サービスの経営母体は株式会社グッドウィル・プレミア）であったために、一部社訓等グッドウィルグループと類似している点はあるものの独自の経営路線を歩んだ。その証拠に、同社社員ならびに派遣社員の就業規則や人事規定が全く異なったものとなっており、グッドウィルグループとの人事交流も全く存在しなかった。さらに、株式会社グッドウィルの廃業によって発生した株式会社グッドウィルの旧顧客に関しては、利益供与とみなされるとして一切の取引を行わなかった。

## 沿革
- 1969年（昭和44年）4月 - 設立。
- 2007年（平成19年）5月 - 社名を「株式会社プレミア・サービス」に変更。
- 2008年（平成20年）10月 - 株式会社プレミア・ラインに中短期系製造派遣部門を株式会社プレミア・スタッフに中短期系事務派遣部門を子会社間譲渡を行いプレミア・ライン及びプレミア・スタッフに吸収合併を行ったことにより、事実上廃業。

## 問題点
2008年（平成20年）1月11日、株式会社グッドウィルが東京労働局より労働者派遣法違反により事業停止命令及び業務改善命令を受けたことにより、同社についても労働者派遣事業の見直しを図らざるを得ない事態となり、労働者派遣法で禁止されている業務（特に、警備【前例としてフルキャストが派遣を行い処分を受けた】・港湾【グッドウィルの事業停止命令・業務改善命令の原因となった】・建設【過去にグッドウィルが摘発された】）について、その疑いがある派遣業務を行っている派遣先から一斉に撤退を行った。これにより同社の売上及び業績は悪化の一途を辿り、全国にある拠点の半数以上の事業所が赤字運営となり、閉鎖に追い込まれる事業所が続出した。しかしながら、この時点では同社はグッドウィル・グループの子会社であるグッドウィル・プレミア（旧クリスタル）のさらに完全子会社であることにより、赤字運営が続いてはいるものの倒産の危機までは追い込まれていなかった。
同社は赤字運営が続いているものの、赤字改善よりもコンプライアンスの整備を優先して推し進めた。これにより同社にて就業する派遣労働者の就業先（派遣先）が減少の一途を辿り、さらにグッドウィルの事業停止により就業機会を失ったグッドウィルの日雇派遣労働者が同社へ流入したため、同社で就業機会を得るのは非常に困難な状況となった。その結果、日雇派遣労働者の月間所得が急落し、当時社会問題となっていた「ネットカフェ難民」等急増の一因となった。
上記を踏まえると同社は、順序は正しいとは言えず、また組織及び運営体制改革も遅いとは言えるものの、少なくとも健全な運営を歩み出していた。しかし、派遣労働者を受け入れる派遣先企業には労働者派遣法に対する知識や理解が乏しい企業が多く、派遣元である派遣会社の運営が健全であっても、派遣先企業が二重派遣を行い処分を受けた佐川急便のグループ企業である「佐川グローバルロジスティクス」のような一件もあり、派遣会社ではなく派遣先自体に問題があるという可能性は否めなかった。
同社は派遣先企業に対し、派遣法についての知識を深め、健全な労働者派遣を行えるよう促進を行ってはいたが、それにより派遣料金の料金改定（割増）や、面倒な派遣契約書の締結を強いられること等を理由に、同社の呼びかけに対し賛同し協力する企業は少なかった。これについては前述した通り、派遣先企業における労働者派遣法に対する知識・理解が浅いこと、またさらに慣例として違法派遣を行っていたとしても派遣元である派遣会社のみが処分の対象となる等、同社の推し進める健全な労働者派遣について、派遣先企業にとってはデメリットばかりでメリットはほとんどなく、何より違法派遣を助長していたとしても派遣先企業が抱えるリスクが非常に低いことなどから、適正な労働者派遣業運営の障害となった。

### 賃金未払い問題
毎日新聞で報じられた、グッドウィルの支店長らの残業代未払い問題に伴って、同社においても内勤者に対する同様の賃金未払い問題が浮上。プレミア・サービスにおいては、クリスタルサービスから社名変更を行った2007年（平成19年）5月以前については月あたり平均約100時間超にも及ぶ残業を課していたにもかかわらず、一切の残業代にあたる賃金の支払いが行われていなかった。社名変更後順次、正社員（契約社員・アルバイトを除く）に対し「想定残業手当」として月間40時間の残業代にあたる賃金支払いを行っていたが、実態は突如として明確な理由もなく「想定残業手当」の支給を行う以前の基本給を大幅にカットし、その基本給をカットする前と基本給カット後の差額を「想定残業手当」という名目で、残業代にあたる賃金の支払いを行っており、本質的に支払われている賃金は「想定残業手当」が支給される以前と以後が同額であった。
また、退職金制度をめぐっても入社時には存在していたものが、現在では制度が廃止されている等、入社時に交わした労働契約との相違が多岐にわたってみられる。

### グッドウィル廃業の余波
2008年（平成20年）6月、株式会社グッドウィルが度重なる事業停止・各マスメディアによる違法派遣報道等の影響により経営難に陥り、経営陣により経営存続は困難と判断され同年7月31日に事業廃止が決定したことにより、同社についても事業廃止とまではいかないものの日雇派遣（雇い入れ期間が2ヶ月未満の派遣）について同年7月31日をもって撤退することが決定した。同社の売上の8割程度を占めていたとされる日雇派遣事業から撤退することにより、同社についても株式会社グッドウィル同様に経営難が予想された。半数以上の事業所は統廃合に至ったものの、事業所によっては、事業所長には会社からある一定の経営権を任されていたこともあり、事業所単独での短期派遣から長期派遣への経営転換に成功し、財務面も含め健全な運営へと回復する事業所もあった。
株式会社グッドウィルの事業廃止に伴い発生した正規雇用者の失業者は約4,000人にものぼるとされているにもかかわらず、同社についても営業所・事業所の閉鎖により前述の失業者数とまではいかないものの、事業縮小による解雇により大多数の失業者が発生した。同社内部では、これらの失業者のうちごく一部の労働者（管理職）に対してのみグループ各社への転籍等を図り、グループ転籍を辞退する者や転籍対象とならなかった社員については希望退職者を募り、年次有給休暇の買い上げ及び勤続年数に応じた退職慰労金を支給する形で会社都合による解雇を行った。

## 事実上の廃業
同社は短期派遣をメインとしてこれまで事業展開を行ってきたが、日雇派遣に対するコンプライアンス上のリスク観点並びに、長期派遣に関しては同一の事業を展開する企業がグループ内に存在し、グループ内での競合を避けるという意図もあり、2008年（平成20年）10月、グループ内への全事業譲渡を行い、組織自体は会社整理等の残務のために同年末まで継続はされたものの、事業活動を停止したことによりこの時点で事実上の廃業に至った。